# حمض ميتا السيليسيك
حمض ميتا السيليسيك هو مركب كيميائي افتراضي حيث لم يجرى عزله على شكل مركب حر مستقر كم قبل، ومن الممكن أن تكون صيغته المجملة على الشكل H2SiO3</sub.
من المحتمل أن يكون ضمن الأحماض السيليسية المتواجدة فقط على شكل محلول وبتراكيز منخفضة؛ ومن المحتمل أن يكون موجوداً في المحاليل الممددة من سيليكات الصوديوم عند قيم pH منخفضة.